# Асташкин, Александр Андреевич
Александр Андреевич Асташкин (род. 5 августа 1995, Пенза) — российский футболист.

## Карьера
Воспитанник пензенского футбола. Начинал профессиональную карьеру в местной команде «Зенит». После её банкротства провел один сезон в «Коломне». В 2020 году переехал в Кыргызстан, где заключил контракт с клубом Премьер-лиги «Лидер» Иссык-Куль. Дебютировал 15 марта в матче первого тура против «Нефтчи» Кочкор-Ата (0:1), заработал жёлтую карточку на 90-й минуте. Во время паузы, связанной с пандемией коронавируса, команда снялась с первенства, а результат матча был аннулирован.